# Transat Jacques-Vabre 1995
Navigation
1993 1997
La Transat Jacques-Vabre 1995 est la deuxième édition de la Transat Jacques-Vabre.
Pour cette deuxième édition, la route du café devient une course en double après une première édition en solitaire peu convaincante.

## Type de bateau
Deux types de bateaux sont admis à participer :
- Des voiliers monocoques d'une longueur comprise entre 59 et 60 pieds, c'est-à-dire d'environ 18 mètres. Ces bateaux doivent répondre aux règles de la classe des 60 pieds IMOCA.
- Des voiliers multicoque dont la longueur est de 60 pieds soit 18,28 m. Ces bateaux doivent répondre aux règles de la classe ORMA.

## Parcours[1]
Le parcours relie cette année Le Havre à Carthagene.
Les concurrents sont tenus de respecter le dispositif de séparation du trafic (DST) entre le cap Finisterre et les îles Canaries. 

## Participants
11 bateaux sont inscrits pour la course (6 ORMA et 5 IMOCA).

### ORMA[3]
| Classe ORMA (6 inscrits) | Classe ORMA (6 inscrits) | Classe ORMA (6 inscrits) | Classe ORMA (6 inscrits) | Classe ORMA (6 inscrits) | Classe ORMA (6 inscrits) | Classe ORMA (6 inscrits)         | Classe ORMA (6 inscrits)          |
| Concurrents              | Concurrents              | Concurrents              | Concurrents              | Bateau                   | Bateau                   | Classement                       | Arrivée                           |
| Skipper 1                | Nationalité              | Skipper 2                | Nationalité              | Nom du bateau            | Lancement                | Général                          | Temps                             |
| ------------------------ | ------------------------ | ------------------------ | ------------------------ | ------------------------ | ------------------------ | -------------------------------- | --------------------------------- |
| Paul Vatine              | France                   | Roland Jourdain          | France                   | Région Haute Normandie   | 1994                     | 1er                              | 14 jours, 12 heures et 25 minutes |
| Francis Joyon            | France                   | Jacques Vincent          | France                   | Banque Populaire         | 1994                     | 2e                               | 14 jours, 13 heures et 1 minute   |
| Laurent Bourgnon         | Suisse                   | Cam Lewis                | États-Unis               | Primagaz                 | 1990                     | 3e                               | 14 jours, 16 heures et 12 minutes |
| Jean-Louis Miquel        | France                   | Lalou Roucayrol          | France                   | La Teste de Buch         | 1985                     | 4e                               | 19 jours, 20 heures et 17 minutes |
| Gwen Chapelain           | France                   | Marc Guillemot           | France                   | Groupe Larzul            | 1990                     | 5e                               | N/C1                              |
| Franck Proffit           | France                   | Loïck Peyron             | France                   | Fujicolor II             | 1990                     | Abandon à la suite d'un démâtage | Abandon à la suite d'un démâtage  |

1: Groupe Larzui fut classé la catégorie ORMA malgré son appartenance aux Multi 50

### IMOCA[5]
| Classe IMOCA (5 inscrits) | Classe IMOCA (5 inscrits) | Classe IMOCA (5 inscrits) | Classe IMOCA (5 inscrits) | Classe IMOCA (5 inscrits) | Classe IMOCA (5 inscrits) | Classe IMOCA (5 inscrits)        | Classe IMOCA (5 inscrits)         |
| Concurrents               | Concurrents               | Concurrents               | Concurrents               | Bateau                    | Bateau                    | Classement                       | Arrivée                           |
| Skipper 1                 | Nationalité               | Skipper 2                 | Nationalité               | Nom du bateau             | Lancement                 | Général                          | Temps                             |
| ------------------------- | ------------------------- | ------------------------- | ------------------------- | ------------------------- | ------------------------- | -------------------------------- | --------------------------------- |
| Fred Dahirel              | France                    | Jean Maurel               | France                    | Côte d'Or                 | 1992                      | 1er                              | 21 jours, 8 heures et 40 minutes  |
| Jean-Yves Hasselin        | France                    | Hervé Besson              | France                    | PRB Vendée                | 1991                      | 2e                               | 22 jours, 12 heures et 5 minutes  |
| Patrick de Radiguès       | Belgique                  | Yves Le Cornec            | France                    | La Novia                  | 1989                      | 3e                               | 22 jours, 23 heures et 47 minutes |
| Jean-Louis Collet         | France                    | Y.Costollec               | France                    | Claude Philippe Création  | N/C                       | Abandon1                         | Abandon1                          |
| Eric Dumont               | France                    | G.Campan                  | France                    | Casino d'Etretat          | 1990                      | Abandon à la suite d'un démâtage | Abandon à la suite d'un démâtage  |

1: Claude Philippe Création fut classé dans la catégorie IMOCA malgré son appartenance à la Classe 2